# Histoire des Juifs à Kłodzko
L'histoire des Juifs à Kłodzko (Glatz jusqu'en 1945) commence dès le XIVe siècle. Mais ceux-ci sont expulsés de la ville en 1492, et ce n'est qu'à partir de 1812 et le décret d'émancipation qu'une présence juive durable est établie. La communauté qui a atteint 251 membres dans les années 1880, ne compte plus que 26 membres en 1939, dont la grande majorité est assassinée pendant la Shoah.
La ville, sous le nom allemand de Glatz, fait partie de l'empire des Habsbourg jusqu'en 1763, date à laquelle elle est annexée par la Prusse. Elle reste allemande jusqu'à la fin de la Seconde Guerre mondiale où elle est attribuée à la Pologne et prend le nom polonais de Kłodzko.
Kłodzko est une ville polonaise, chef-lieu du powiat qui porte son nom, dans la voïvodie de Basse-Silésie. Située au Sud-Ouest de la Pologne sur la rivière Neisse de Glatz, affluent de l'Oder, elle compte actuellement un peu moins de 26 000 habitants.

## DuMoyen Âgeà l'expulsion en1492
La présence de Juifs à Glatz est attestée en 1347. La ville de Neurode (maintenant Nowa Ruda), ville située à environ 20 km au nord-ouest de Glatz, est donnée en gage au prêteur juif Schmuel de Glatz par le seigneur de la ville Hannus Wüstehube qui a besoin d'argent pour le développement de la ville. En 1352, Wüstehube, qui a remboursé sa dette et récupéré Neurode, vend celle-ci à Hensel von Donyn. Les Juifs possèdent des maisons et des commerces, et travaillent principalement dans le prêt sur gage. Ils disposent d'une synagogue, mentionnée en 1383 et probablement située à l'angle de la Nonnengasse (plus tard Judengasse) et de la Schweidlergasse, ainsi que d'un cimetière implanté devant la porte de Bohême.
Ils jouissent d'une tolérance relative de la part des autorités locales. Originaires de Prague et de Bohême, selon les sources, ils habitent surtout au XVe siècle, dans la Schweidlergasse, au Rossmarkt et dans la Pfaffenbergische Gasse.
La protection des juifs et le permis de séjour associé relèvent de la mairie de Glatz. Les Juifs réclament leurs droits devant le Vogt de Glatz. En 1453, avec le consentement des guildes et des autres citoyens, la ville délivre à trois Juifs, Jeruham, Isaac et Lazar ainsi qu'à leurs familles et serviteurs une Schutzbrief (lettre de protection) de six ans, avec possibilité de prolongation.
À la différence des autres communautés juives de Silésie, les juifs de Glatz ne sont pas persécutés jusqu'à la fin du XVe siècle. Ce n'est qu'en 1492, que les Juifs sont expulsés de Glatz, accusés d'avoir profané une hostie.
130 ans plus tard, Georgius Aelurius (1596-1627) mentionne dans sa Glaciographia de 1625, que les Juifs de Glatz auraient commis un délit d'hostie. Ils se seraient procuré une hostie consacrée par l'intermédiaire d'une femme chrétienne afin de la profaner. Selon son récit, la femme aurait laissé tomber l'hostie dans la ruelle de Bohême, ce qui aurait permis à une servante de la ramasser et de la remettre au Conseil. La femme aurait été torturée et brûlée. À l'endroit où l'hostie serait tombée, la ville a érigée une grande colonne de pierre et a ensuite expulsé les juifs de la ville en 1492 selon Aelurius.
En 1690, le jésuite Joanne Miller reprend dans son Historia Beatissmae Virginis Glacensis, le récit d'Aelurius et en 1742, le jésuite et curé de la ville, le père Franciscus Wenzel, se réfère encore à ce récit lorsque, après la conquête de la ville par les Prussiens, des marchands juifs arrivent en la ville.

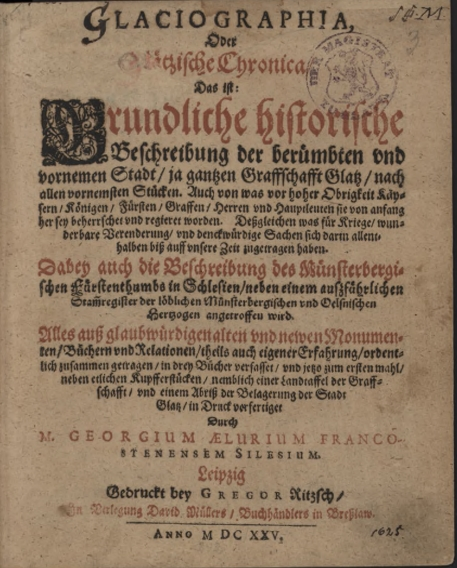
Glaciographia de Georgius Aelurius
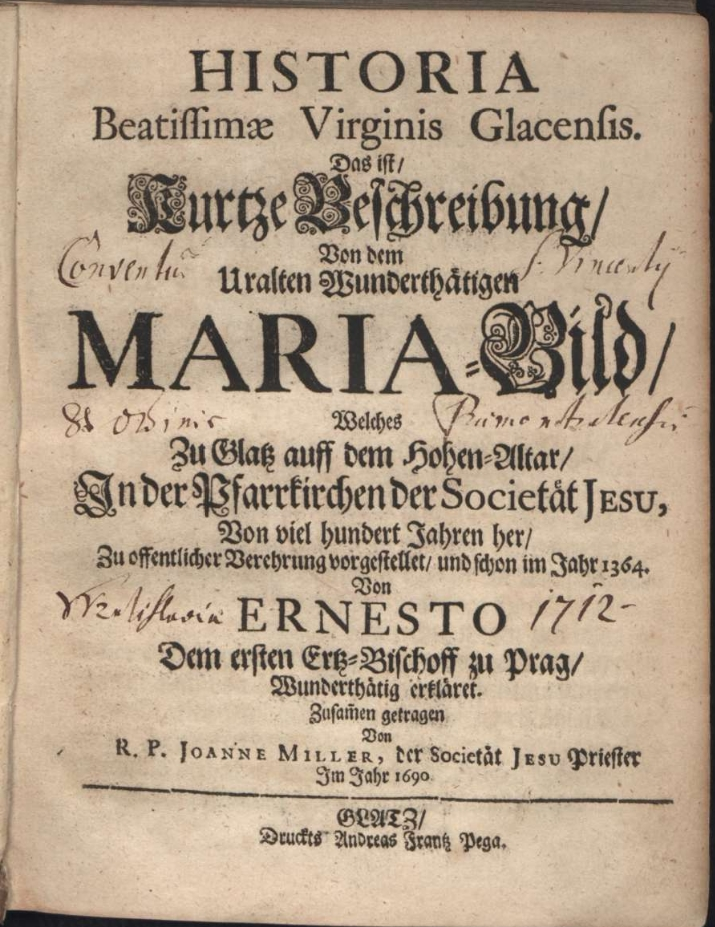
Historia Beatissmae Virginis Glacensis de Joanne Miller

Dans les documents officiels de Glatz datant des environs de 1490, on ne trouve aucun document relatif à cet incident ou à l'octroi du ius de non tolerandis Judaeis à la ville de Glatz.

## Tentatives de réinstallation
En tant que fournisseur d'argent pour l'Hôtel des monnaies de Glatz, le Juif Joachim Buchdrucker de Prague obtient l'autorisation de s'installer à Glatz en 1622. Par décret du 11 novembre 1622, le gouverneur de Glatz ordonne à tous les juifs, à l'exception de Joachim Buchdrucker de quitter la ville. Mais en 1627, les Juifs obtiennent la permission de l'empereur Ferdinand II de se rendre aux foires publiques de Glatz, sans pour autant avoir l'autorisation de s'y installer définitivement.
Depuis le 13 mars 1681, le Conseil de la ville oblige les commerçants juifs à s'enregistrer auprès du greffier du Conseil à l'arrivée et à leur départ et à indiquer le but de leur séjour. S'ils payent un thaler, ils sont autorisés à rester huit jours.
Glatz se trouve sur une importante route commerciale entre Prague, la Silésie et la Pologne. Une tentative d'implantation à Glatz de commerçants juifs de Bohême va soulever une farouche opposition du Conseil de Glatz soutenu par les jésuites locaux. En 1708, les commerçants juifs de Bohême obtiennent de pouvoir séjourner dans le faubourg de Glatz à l'auberge "Zum Weißen Rössel". Un petit centre juif se forme à Glatz, où des offices religieux sont célébrés sous la conduite du cantor Schelschel Hierschel. Mais cela n'est pas accepté par les habitants de Glatz.
Sur ordre des édiles de la ville de Glatz, un prêtre contacte le recteur du collège jésuite de Glatz et curé de la ville, le père Lukas Englisch, qui s'adresse alors à l'empereur Joseph Ier, roi de Bohême, en indiquant: à quel point combien l'enracinement de la communauté juive était préjudiciable aux âmes chrétiennes, non seulement comme l'enseigne l'Écriture divine, sacri canones et les Saints Pères, mais aussi par l'expérience fondée sur les Annalibus patria. L'empereur répond le 24 janvier 1709 en envoyant une lettre au gouverneur de la province de Glatz demandant des explications.
Après des négociations avec la " Chancellerie de la Cour de Bohême ", à laquelle l'empereur a renvoyé l'affaire, le gouverneur de Glatz décide le 25 octobre 1709 que les Juifs ont le droit de se réunir dans cette auberge pour le chabbat, mais qu'ils n'ont pas le droit de pratiquer leur religion dans cette maison chrétienne.
En 1742, le comté de Glatz est rattaché à la Silésie prussienne, mais reste un territoire distinct. Les habitants de Glatz, et à nouveau les jésuites, veillent à ce qu'aucun juif ne puisse s'installer dans le comté de Glatz, même sous le régime prussien. Parmi les troupes installées dans le comté de Glatz sous la direction du lieutenant-général von Planitz, se trouvent également douze cantiniers juifs qui approvisionnent l'armée en nourriture. Le 20 juillet 1742, le recteur jésuite et curé de la ville de Glatz, le père Franciscus Wenzel, proteste auprès du gouvernement au nom de la ville et demande leur renvoi.
Le recteur jésuite et curé de la ville justifie sa demande par le fait que ce peuple, qui est préjudiciable et pernicieux à l'égard du christianisme, a il y a 300 ans, été expulsé et banni du comté pour avoir commis des blasphèmes, des escroqueries et des fraudes en se référant au Glaciographia d'Aelurius.
L'administrateur de Glatz soutient la demande et répète les arguments du père Wenzel: la vermine juive au XIVe siècle a été chassée pour toujours pour les crimes qu'elle a commis et les horribles outrages à notre Dieu et Rédempteur….
Le gouverneur accède à leur demande et ordonne l'expulsion de ces douze juifs le 3 août 1742, mais autorise trois semaines plus tard, le 28 août 1742 au juif privilégié berlinois Salomon Heine d'apporter du tabac, du café et des vins étrangers à Glatz et de les vendre aux officiers.
En 1744, le roi Frédéric II fit dresser une liste de toutes les villes silésiennes dans lesquelles aucun juif ne devait se trouver. Pour Glatz et le Comté de Glatz, il est dit : Ni dans les villes ni sur le plat pays du Comté de Glatz, les Juifs ne sont tolérés en vertu des privilèges impériaux puisqu'ils en ont été expulsés à jamais en 1494.

## La communauté juive moderne
La communauté juive moderne 
En vertu de la loi d'émancipation des Juifs de Hardenberg du 11 mars 1812, les Juifs de Prusse obtiennent deux engagements importants : d'une part, le droit de choisir librement leur lieu de résidence, et d'autre part, le droit d'exercer toutes les professions.
Des juifs se sont déjà installés à Glatz avant cette date malgré la menace constante d'expulsion. En 1795, le juif de Zülz Schmeier Salomon Landsberger y exerce la profession de courtier en argent. Isaac Hirschel Zedeniker et Moses Michael Friedländer aussi originaires de Zülz sont également courtiers en argent, mais aussi représentants en fer et miel de Zülz. En 1800, le conseil de Glatz oblige Landsberger à s'installer dans la banlieue de Glatz, qui ne dépend pas du conseil de Glatz mais du pouvoir royal.
Selon le recensement de 1800, il n'y a que 2 Juifs en ville, tandis qu'en 1816, ils sont 16. La communauté juive moderne de Glatz est fondée en 1825, quand Selig Caro (de Schweidnitz, maintenant Świdnica), Salomon Forell (de Zülz, maintenant Biała Prudnicka), Wolf Sittenfeld (de Ratibor, maintenant Racibórz), Jacob Frommer (d'Auras, maintenant Uraz), Fabian Silberstein (de Städtel, maintenant Městečko) et Moses Polke (de Münsterberg, maintenant Ziębice) sont autorisés à s'installer à Glatz. En 1825, celle-ci compte 57 membres. En 1843, le nombre d'habitants juifs à Glatz atteint 102, puis 135 en 1849, 226 en 1871 et 251 en 1880. Le nombre d'habitants juifs à Glatz est resté à ce niveau, avec de légères fluctuations, jusqu'à la fin du XIXe siècle. Mais dans les années suivantes, le nombre de Juifs à Glatz chute fortement et en 1910, on ne compte plus que 150 habitants juifs.

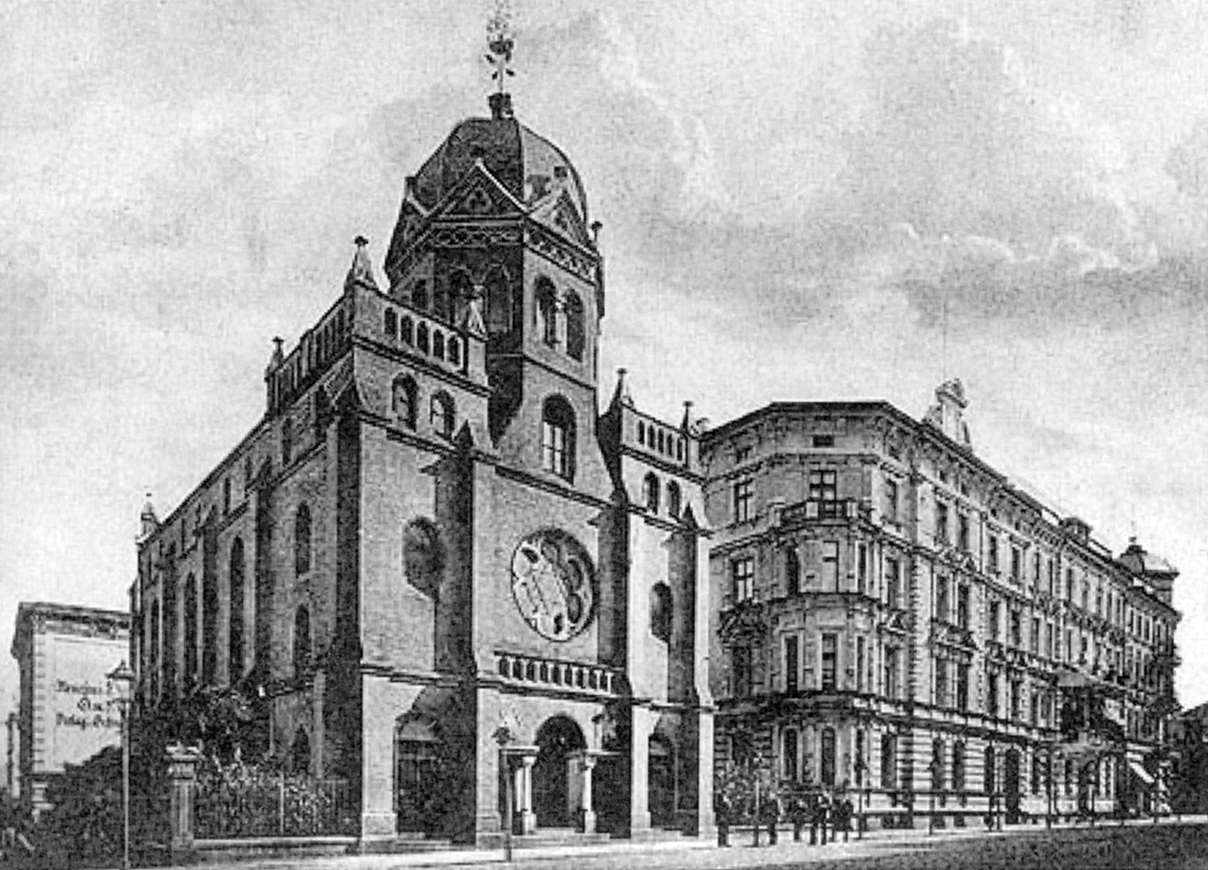
La synagogue de Glatz

En 1825, la communauté juive de Glatz acquiert un terrain dans la Gartenstraße et y aménage un cimetière, qui sera agrandi en 1888 et 1927. Le premier enterrement y a eu lieu en 1833. Jusqu'à la construction de la synagogue sur la Grünestrasse en 1884, les offices se déroulent dans le Palais Wallis au 30 Böhmisch Strasse (actuellement rue Czeska),.
La communauté juive de Glatz n'a pas de rabbin. La liturgie et l'instruction religieuse sont assurées par le Hazzan Löbel Rosenbaum, nommé en 1837, puis par Jacob Kroner, qui vient d'une famille de rabbins de Dyhernfurth (maintenant: Brzeg Dolny) et qui occupe le poste de 1846 à 1882. À son décès en 1882, il est remplacé par Jacob Cohn.
La synagogue de Glatz, construite en 1884 à l'initiative de juifs progressistes, est conçue par l'architecte non juif Albert Grau, qui avait cependant à partir de 1866 construit la nouvelle synagogue de Breslau selon les plans de l'architecte juif Edwin Oppler (de). La pose de la première pierre de la synagogue au 13 Grünestraße, à côté du lycée, se déroule le 20 août 1884. Elle est consacrée le 2 septembre 1885. Le terrain sur lequel se dresse la synagogue se trouve à l'emplacement des anciennes fortifications, qui ont été supprimées à partir de 1877. La synagogue donnant directement sur la rue est construite dans un mélange de style néo-mauresque et néogothique en briques. La synagogue possède une galerie réservée pour les femmes, mais dispose d'un orgue, ce qui indique que la communauté adhère au mouvement réformateur du judaïsme.
Les juifs de Glatz sont parfaitement intégrés parmi les autres habitants de la ville. Ils possèdent des usines, sont commerçants ou exercent des professions libérales comme docteur ou avocat. Comme dans la plupart des communautés juives de Silésie, la majorité de la population juive fait partie de la petite bourgeoisie. Il n'y a que très peu d'indigents. Les entrepreneurs juifs poursuivent une tradition de producteurs d'eau-de-vie datant de l'époque d'avant l'émancipation. À Glatz, en 1860, Robert Schweizer et Carl Brieger fondent au 21 Böhmische Strasse, une fabrique de liqueurs, de vinaigre et de moutarde ainsi que de transformation du vin en cognac. En 1874, au 40 Böhmische Strasse une distillerie est construite par Louis Schott. Également dans les années 1870, Albert Jacob fonde une usine de liqueurs au 11 Zimmerstrasse. En 1874, Hermann May ouvre une usine de liqueurs, de confitures et de jus de fruits, et se fait construire en 1903 à l'angle de la Königsheinerstrasse et de la Mälzstrasse, une maison par l'architecte Emil Giefer, qui combine le bâtiment résidentiel et l'usine de production. Les entrepreneurs juifs sont aussi impliqués, dans la production de bière, comme Nathan Zimmermann dont la brasserie embouteille 5 000 hectolitres de bière par an, ou Michael Kirchberger dont la brasserie est située 37 Frankensteiner Strasse.
De nombreux commerces sont détenus par des Juifs; comme la pharmacie Hirsch au 5 du Ring, détenteur des droits d'exploitation du baume de Jérusalem, développé par l'ermite Johannes Treutler jusqu'en 1932, le grand magasin de Gustav Glücksmann au 19 du Ring, la maison de couture Dzialoszynski au 7 Schwedeldorfer Strasse,, les boutiques de mode et de chaussures de Salomon Weinstein et Jacques Brass au 11 du Ring,, la boutique de Georg Löwy au 10 du Ring, la boutique de Salo Löwy au coin du Ring et de la Brücktorstrasse dans l'ancienne taverne, et surtout la boutique de porcelaine de Felix Tichauer, située dans le coin sud-est de l'hôtel de ville sur l'Unterring, et qui abrite aujourd'hui la bibliothèque municipale.

Entreprises juives
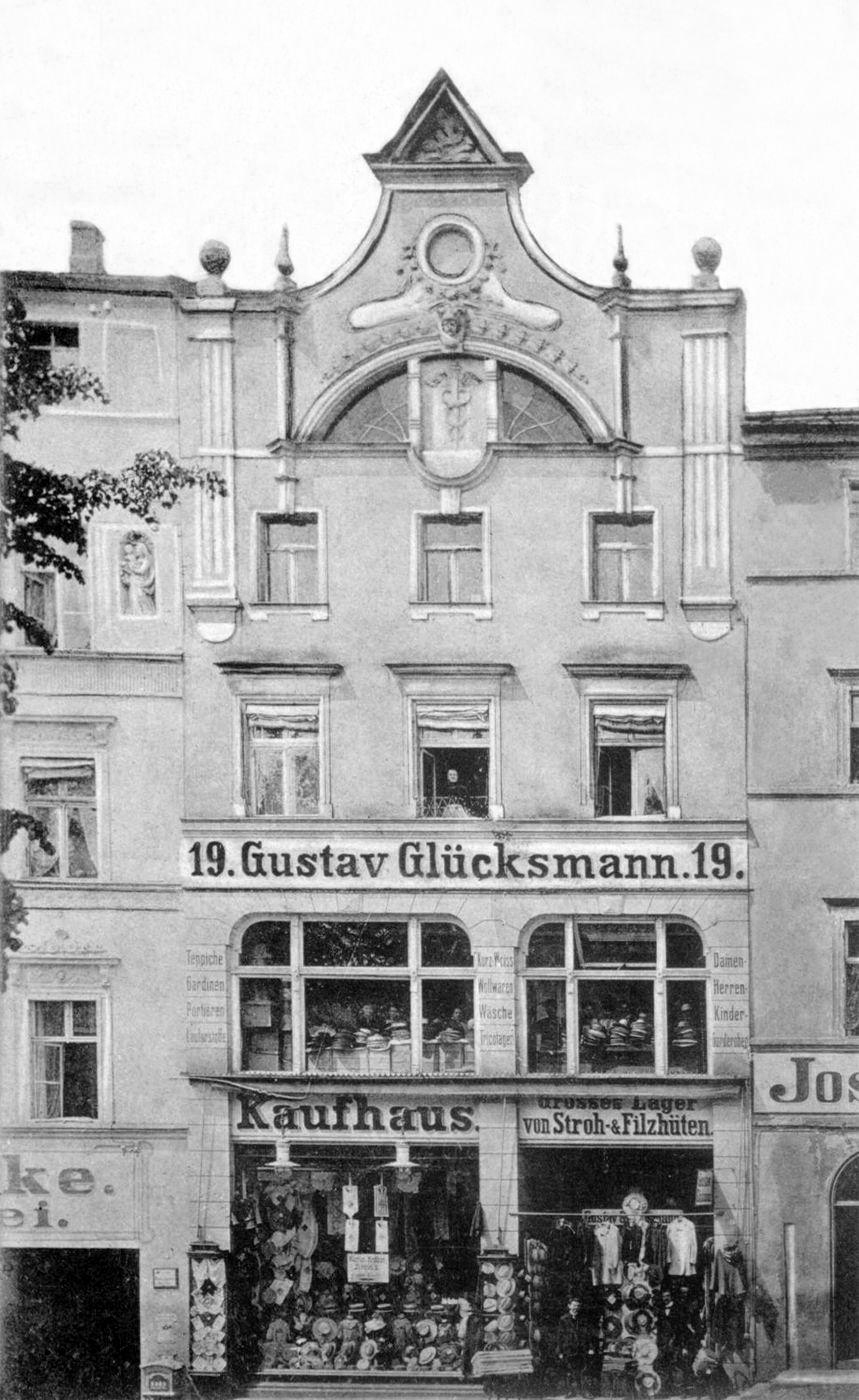
Grand magasin Glucksmann
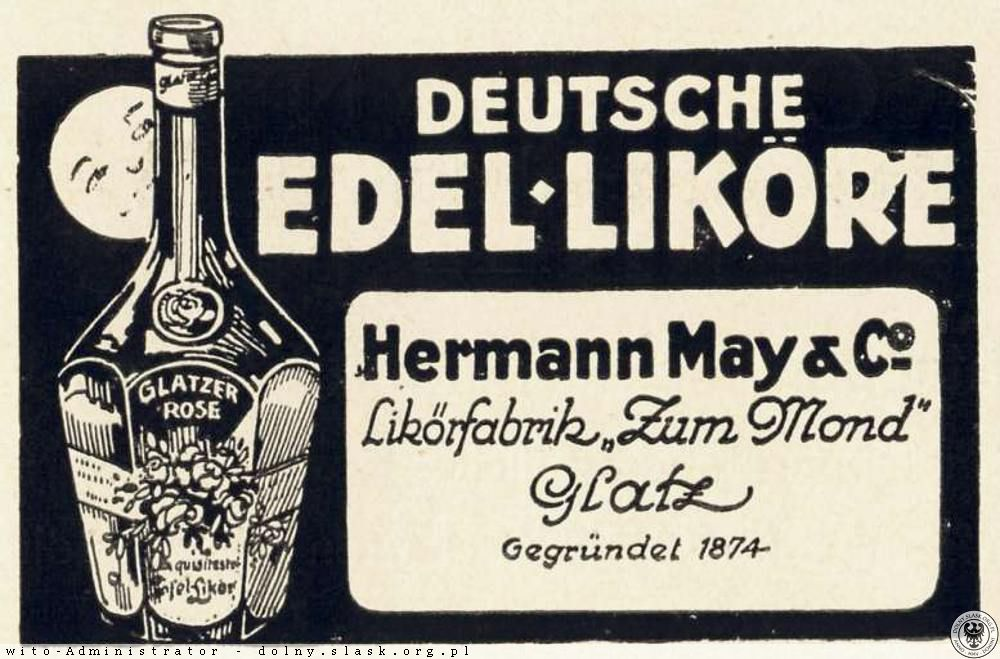
Encart publicitaire pour les liqueurs d'Hermann May
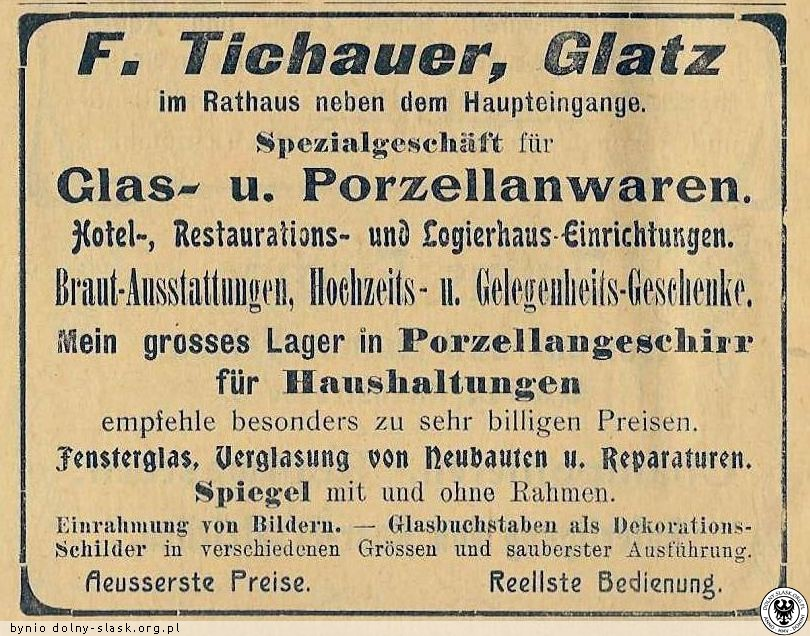
Encart publicitaire pour le magasin de porcelaine de Felix Tichauer
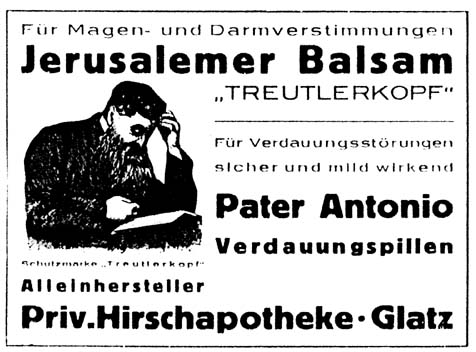
Encart publicitaire pour le Baume de Jérusalem du pharmacien Hirsch
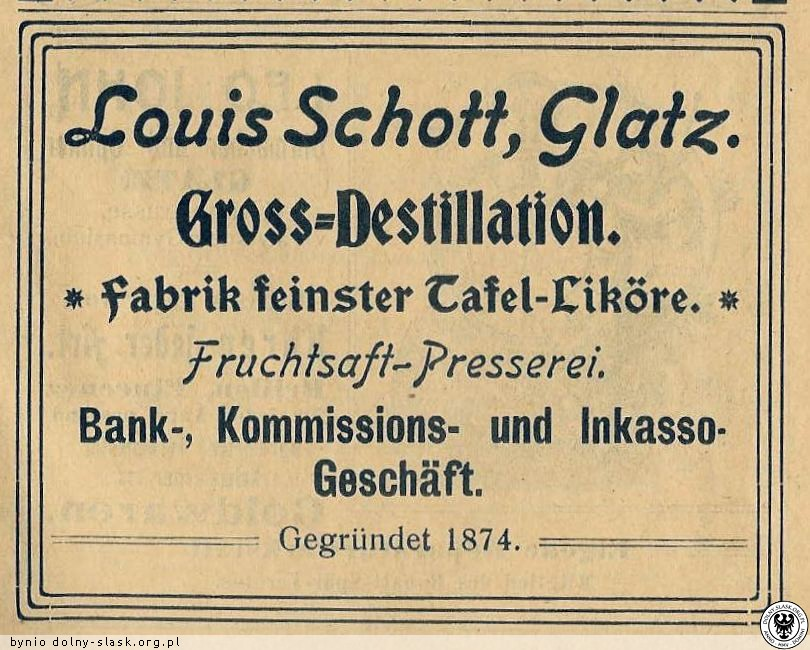
Encart publicitaire pour la distillerie de Louis Schott
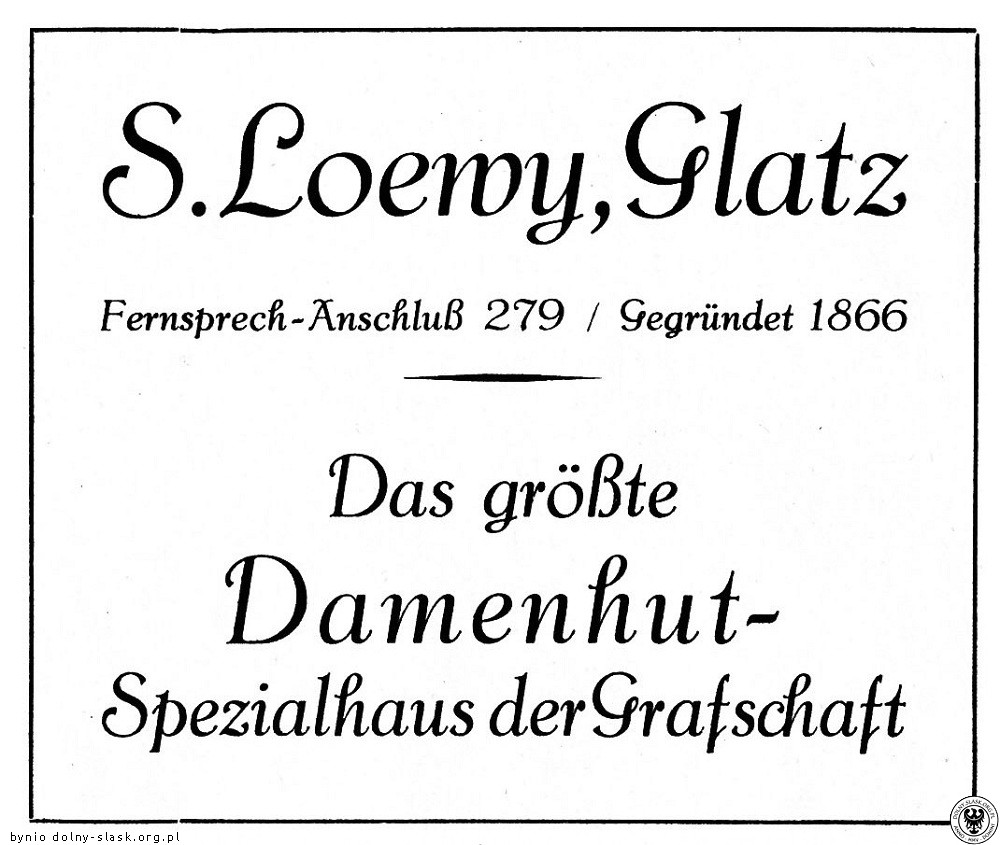
Encart publicitaire pour le magasin de chapeaux pour femmes de Salo Loewy
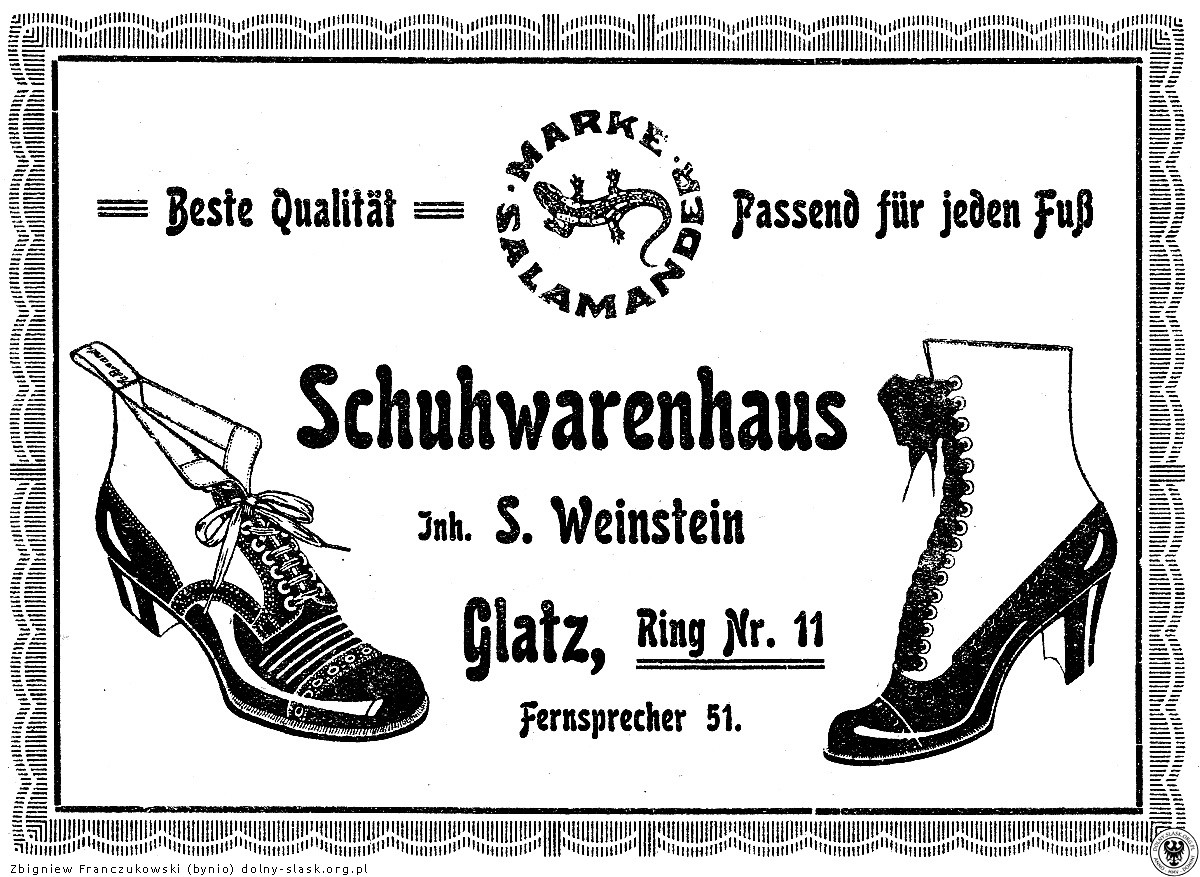
Encart publicitaire pour le magasin de chaussures de S. Weinstein
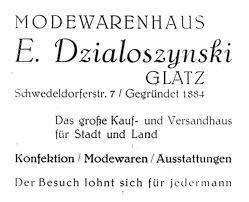
Encart publicitaire pour le grand magasin d'articles de mode de Dzialoszynski
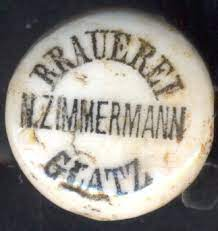
Capsule d'une bouteille de bière de la brasserie Zimmermann

Le nombre d'étudiants juifs au lycée catholique de Glatz témoigne également de l'acculturation et de l'intégration des citoyens juifs de Glatz. Alors que la proportion de Juifs dans la population totale n'a jamais dépassé 0,5%, le nombre d'élèves juifs du secondaire était nettement plus élevé, bien qu'avec des fluctuations. En 1863, on compte 14 Juifs parmi les 337 lycéens du lycée catholique de Glatz, soit 4,1 %. En 1869, ils représentent 6,7 %, en 1873 : 2,2 % et en 1905 : 3,7 %.
Après la Première Guerre mondiale, bien que la Constitution de Weimar de 1919 ait apporté une pleine égalité aux Juifs, de nombreux Juifs ont perdu leur richesse ou leur emploi en raison de la dévalorisation des obligations de guerre, de l'inflation et du déclin ou de la stagnation économique. À cela s'ajoute un antisémitisme croissant dans la population. Malgré cela, certaines entreprises juives s'en sortent sans trop de difficultés, comme la société Louis Schott qui fête ses 50 ans en 1924 ou celle de Georg Löwy qui ouvre un nouveau magasin d'articles ménagers et de jouets au 10 du Ring.

## La périodenazieet la fin de la communauté

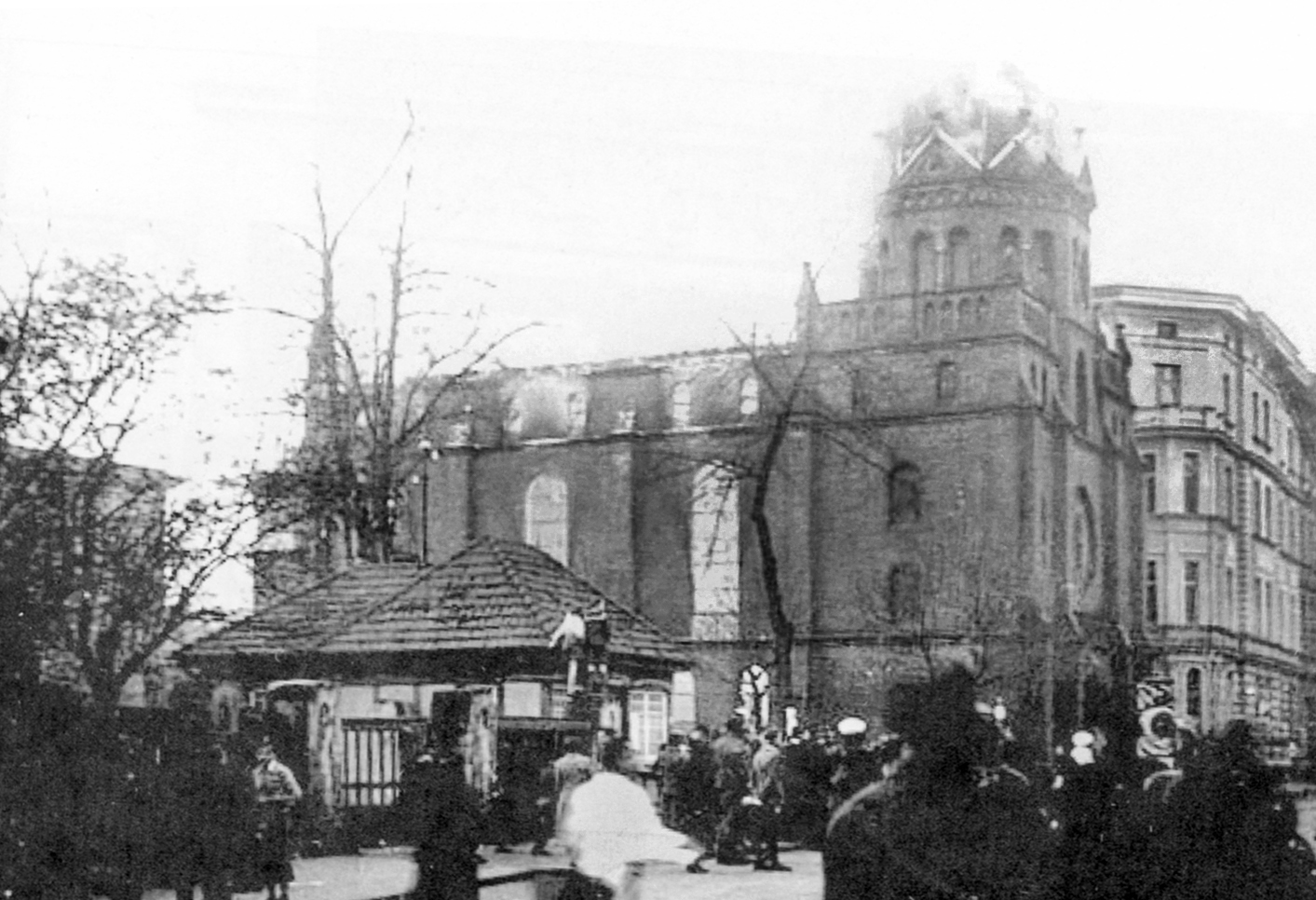
La synagogue après la nuit de Cristal

Après l'arrivée d'Hitler au pouvoir, quelques familles juives décident d'émigrer. Le nombre de départ va augmenter après 1936. Certaines familles s'installent à Breslau et d'autres émigrent en dehors de l'Europe. Leur atelier, commerce et maison sont confisqués. Lors de la nuit de Cristal, du 9 au 10 novembre 1938, la synagogue est incendiée et tous les commerces juifs saccagés,. Les derniers commerces juifs sont aryanisés en décembre 1938.
En 1939, il ne reste plus que 58 Juifs à Glatz. Quelques-uns arrivent quitter l'Allemagne, tandis que les autres sont déportés. Ne restent alors en ville que quelques Juifs mariés à des aryens (Mischele) ou issus de couples mixtes (Mischling).
La ville est prise par l'Armée rouge le 9 mai 1945 et attribuée à la Pologne par les accords de Potsdam. La ville prend alors le nom polonais de Kłodzko.

## L'après-guerre
Après la Seconde Guerre mondiale, à l'été et l'automne 1945, 2 300 réfugiés juifs sont temporairement installés à Kłodzko, représentant environ 4 % de sa population. Seule une très faible minorité de cette nouvelle communauté sont des Juifs originaires de Glatz (maintenant Kłodzko), de Breslau (devenu Wrocław) et de Berlin ayant survécu à la Shoah. La majorité provient des territoires du centre et de l'Est de la Pologne annexés par l'Union soviétique.
Le premier comité juif du pays de Kłodzko opérant au sein des structures du Centralny Komitet Żydów Polskich (CKŻP = Comité central des Juifs en Pologne), commence son activité à Ludwikowice Kłodzkie. Il est composé d'anciens détenus du camp de concentration de Ludwigsdorf, un sous-camp du camp de concentration de Gross-Rosen destiné aux Juifs polonais travaillant dans l'usine de munitions, ainsi qu'au creusement de fossés et de fortifications militaires.
Un comité d'aide aux Juifs est établi en ville, dont l'objectif est de fournir une assistance aux nouveaux habitants juifs de Kłodzko. Un comité juif local ainsi qu'une société religieuse juive (renommée ultérieurement communauté juive) sont fondés. La communauté a son propre rabbin Mojżesz Gelernter. En aout 1946, on compte 3 790 habitants juifs dans le district de Kłodzko, dont 1 630 dans la ville elle-même. La population juive diffère non seulement en termes d'âge, de sexe, d'éducation, de profession ou de pratique religieuse, mais aussi en fonction de l'origine territoriale et de la langue maternelle. On y parle le polonais, l'allemand, l'hébreu, le yiddish ou le russe. Rien n'oppose plus le juif allemand éduqué et assimilé, qui se décrivaient autrefois comme un citoyen allemand de confession mosaïque, et le juif polonais orthodoxe religieux.
Jusqu'à la fin 1949, il y a 3 coopératives juives à Kłodzko: Atelier Mód, une coopérative de tailleurs employant 28 personnes, une coopérative de traitement des fruits employant 25 personnes et une coopérative de fabrication d'articles en cuir, située au 26 place Bolesława Chrobrego. Une école juive en langue yiddish, employant 3 enseignants accueille une trentaine d'élèves de la première à la cinquième classe. Lors de l'année scolaire 1949/1950, l'école est nationalisée, puis fermée, comme vont l'être tous les centres culturels, sociaux ou éducatifs administrés par des organisations juives. À partir de mai 1946, ne subsistent qu'un centre de soins de jour nommé d'après Janusz Korczak et un jardin d'enfants juif à Kłodzko.
À la fin des années 1940, le nombre d'habitants juifs de Kłodzko chute de façon significative, en raison de l'émigration légale et illégale avec l'organisation Berih'ah. En octobre 1949, 260 personnes de Kłodzko manifestent leur désir de quitter. En 1950, la Towarzystwo Społeczno-Kulturalne Żydów w Polsce (TSKŻ - Association sociale et culturelle des Juifs en Pologne) établit une branche locale à Kłodzko. La majorité des Juifs quittent Kłodzko les années suivantes et au début des années 1960, il ne reste plus que 190 Juifs. Après 1968, a lieu une autre vague d'émigration, entrainant la dissolution de la branche de Kłodzko du TSKŻ.
Aujourd'hui, il ne reste que quelques personnes à Kłodzko et dans ses environs qui s'identifient comme juives et sont actives dans des organisations juives.

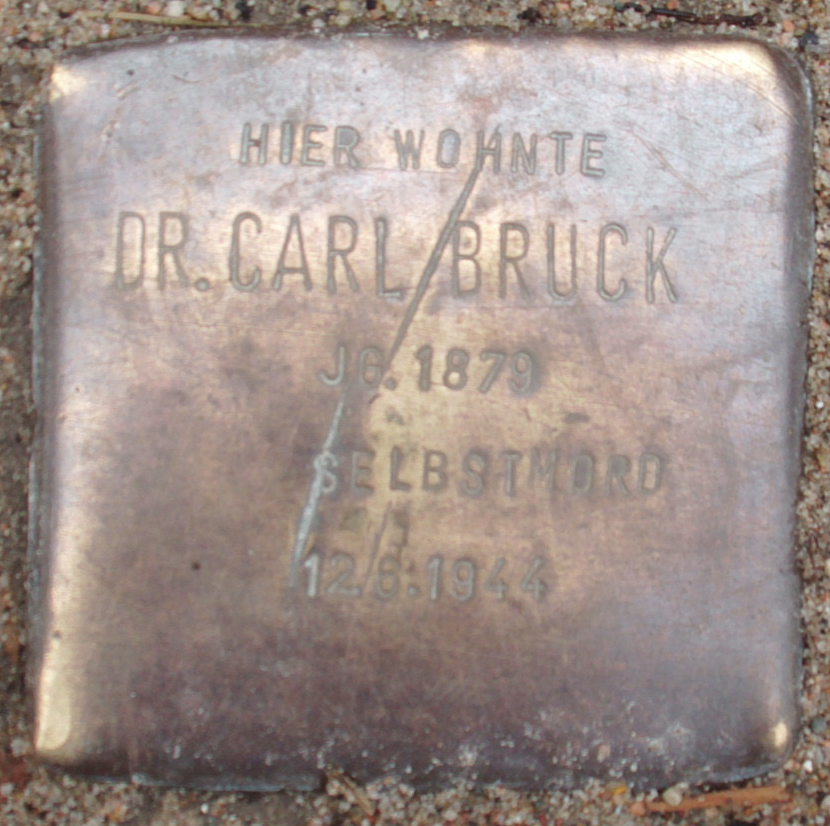
Stolperstein à la mémoire du Dr Carl Bruck

## Personnalités juives nées à Kłodzko
- Carl Bruck (de) (1879-1944): médecin dermatologue allemand, se suicide avec sa femme pour éviter la déportation

## Évolution de la population juive
| Population juive à Kłodzko |                               |                 |                      |
| Année                      | Population totale de la ville | Nombre de Juifs | Pourcentage de Juifs |
| 1816                       | -                             | 5               | -                    |
| 1824                       | -                             | 12              | -                    |
| 1840                       | -                             | 60              | -                    |
| 1843                       | -                             | 102             | -                    |
| 1880                       | -                             | 251             | -                    |
| 1890                       | 13 501                        | 221             | 1,6 %                |
| 1895                       | -                             | 208             | -                    |
| 1900                       | -                             | 183             | -                    |
| 1910                       | -                             | 157             | -                    |
| 1925                       | 16 563                        | 125             | 0,8 %                |
| 1930                       | -                             | 120             | -                    |
| 1933                       | ~ 19 000                      | 115             | ~ 0,6 %              |
| 1937                       | -                             | 62              | -                    |
| 1938                       | -                             | 58              | - %                  |
| 1939                       | 20 575                        | 26              | 0,1 %                |
| Automne 1945               | -                             | ~ 2 300         | ~ 4 %                |
| 1960                       | -                             | 190             | -                    |